# جيمس لامونت
جيمس لامونت (بالإنجليزية: James Lamont)‏ هو لاعب كرة قدم بريطاني (وحمل سابقاً جنسية المملكة المتحدة لبريطانيا العظمى وأيرلندا) في مركز الوسط، ولد في 1875 في المملكة المتحدة. لعب مع نادي بريستول روفيرز وBedminster F.C. ‏.